# Montgomery (Vermont)
Montgomery es un pueblo ubicado en el condado de Franklin en el estado estadounidense de Vermont. En el año 2010 tenía una población de 1.201 habitantes y una densidad poblacional de 8,17 personas por km².

## Geografía
Montgomery se encuentra ubicado en las coordenadas 44°52′45″N 72°36′42″O / 44.87917, -72.61167.

## Demografía
Según la Oficina del Censo en 2000 los ingresos medios por hogar en la localidad eran de $33,958 y los ingresos medios por familia eran $38,839. Los hombres tenían unos ingresos medios de $27,917 frente a los $22,273 para las mujeres. La renta per cápita para la localidad era de $16,570. Alrededor del 14.4% de la población estaba por debajo del umbral de pobreza.